# Cantonul L'Isle-Jourdain (Vienne)
Cantonul L'Isle-Jourdain (Vienne) este un canton din arondismentul Montmorillon, departamentul Vienne, regiunea Poitou-Charentes, Franța.

## Comune
| Comune               | Populație (1999) | Cod poștal | Cod INSEE |
| -------------------- | ---------------- | ---------- | --------- |
| Adriers              | 732              | 86430      | 86001     |
| Asnières-sur-Blour   | 203              | 86430      | 86011     |
| L'Isle-Jourdain      | 1 231            | 86150      | 86112     |
| Luchapt              | 311              | 86430      | 86138     |
| Millac               | 525              | 86150      | 86159     |
| Moussac              | 489              | 86150      | 86171     |
| Mouterre-sur-Blourde | 177              | 86430      | 86172     |
| Nérignac             | 141              | 86150      | 86176     |
| Queaux               | 599              | 86150      | 86203     |
| Le Vigeant           | 725              | 86150      | 86289     |